# Чеська абетка
Чеська абетка (чеськ. Česká abeceda) — варіант латиниці, який використовують при написанні чеською мовою. Основні принципи абетки — «один звук — одна літера» і додавання діакритичних знаків над літерами для позначення звуків, далеких від латинської мови.
Абетки деяких інших східноєвропейських мов: (слов'янські, балтійські, та й інші, такі як естонський) базуються на основі чеської абетки, в якому прибираються або додаються символи відповідно до їх потреб в мові. Найпомітнішим відхиленням від чеського є польська абетка, яка розроблялася незалежно.
Сучасний чеський правопис із використанням діакритиків бере свій початок із праці Яна Гуса De orthographia Bohemica (1406). До цього чеська латинка мала суттєво інший вигляд.

## Сучасна абетка
Сучасна чеська абетка складається з 42-х літер:
| A | Á | B | C | Č | D | Ď  |
| E | É | Ě | F | G | H | Ch |
| I | Í | J | K | L | M | N  |
| Ň | O | Ó | P | Q | R | Ř  |
| S | Š | T | Ť | U | Ú | Ů  |
| V | W | X | Y | Ý | Z | Ž  |

Однак у словниках подають звичайний наступний склад абетки (довгі голосні, а також палатальні приголосні не вважають самостійними літерами).
| A  | B   | C | Č | D |
| E  | (Ě) | F | G | H |
| Ch | I   | J | K | L |
| M  | N   | O | P | R |
| Ř  | S   | Š | T | U |
| V  | (X) | Y | Z | Ž |

Літери Q і W використовують виключно в іноземних словах і замінюють на поєднання Kv і V як тільки слово стає «натуралізованим»; диграфи dz і dž також використовують здебільш для іноземних слів і не мають окремого місця в абетці.